# Cristatusaurus lapparenti
Cristatusaurus Taquet and Russell, 1998 è un teropode vissuto in Africa all'inizio del Cretaceo. I suoi resti sono stati trovati nel 1976 e confusi con un dinosauro simile: Suchomimus. Per questo il Cristatusaurus è ancora un nomen dubium. Appartiene alla famiglia degli spinosauridi, un gruppo di teropodi di grandi dimensioni (vedi Spinosaurus e Oxalaia rispettivamente 15 e 14 metri).

## Dimensioni
Rispetto ai suoi simili Spinosaurus e Oxalaia il Cristatusaurus è di taglia minore. Nei più grandi esemplari probabilmente la lunghezza non superava i 6-8 metri. Nel peso di questo animale si è incerti ma comparando i dati con quelli dei suoi simili si può stimare un peso di 1-2 tonnellate.

## Una "vela" sul dorso
La Famiglia degli spinosauridi si distingue dalle altre per un prolungamento delle vertebre del dorso dell'animale che può arrivare anche a 2 metri di altezza in alcuni esemplari (Spinosaurus) e che forma una sorta di "vela". Si possono solo dare ipotesi della funzione di questa "vela", alcuni pensano che servisse a regolare il calore corporeo, altri che potesse cambiare di colore per intimidire altri predatori, altri ancora ipotizzano che fosse usata per la riproduzione. Rimane comunque un mistero che per ora non possiamo essere certi di risolvere.

## Cranio da coccodrillo
Un'altra caratteristica degli Spinosauridi è il loro cranio. Infatti a differenza degli altri grandi predatori questo negli spinosauri è simile a quello di un coccodrillo, ovvero molto allungato e con denti lunghi e conici, non seghettati. Per questo si ipotizza che Cristatusaurus e generalmente quasi tutti gli spinosauri si cibassero di pesce. Anche la loro alimentazione rimane però in dubbio, poiché nonostante il cranio leggero e affusolato, le ossa avevano la capacità di resistere a urti fortissimi. Inoltre si pensa che potessero cibarsi anche di altri dinosauri più grandi di loro. Infatti comparando questi animali con il coccodrillo, si scopre che hanno un morso potente, ma con funzione ben diversa da quella degli altri predatori come il Tyrannosaurus. Infatti il morso serviva più per trattenere e trascinare la preda, forse in acqua, per poi strapparne pezzi con movimenti del collo come fanno al giorno d'oggi i coccodrilli, che avendo il morso più potente del regno animale riescono a trascinare anche prede di 800 kg.

## Un animale acquatico?
Questo genere di dinosauri, abitava normalmente in paludi, dove c'era elevata presenza di acqua. Questo ha indotto a pensare che fossero anche grandi nuotatori e che potessere trascinare, come detto prima, le loro prede in acqua per poi ucciderle.